# Pseudostenopsyche davisorum
Pseudostenopsyche davisorum är en nattsländeart som beskrevs av Oliver S. Flint Jr. 1983. Pseudostenopsyche davisorum ingår i släktet Pseudostenopsyche och familjen Stenopsychidae. Inga underarter finns listade i Catalogue of Life.